# Sociedade Histórica de Wisconsin

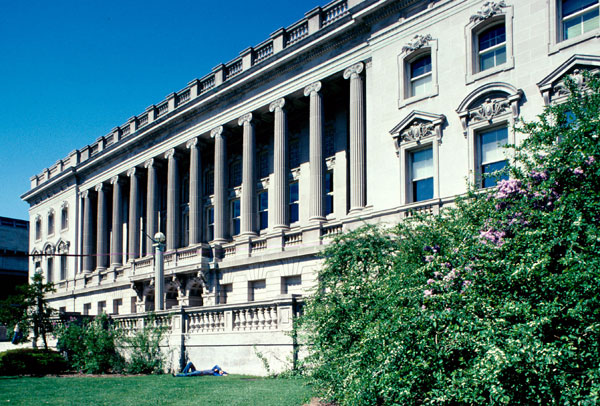

A Sociedade Histórica de Wisconsin, oficialmente State Historical Society of Wisconsin, é uma agência estadual e uma organização privada de membros cujo propósito é manter, promover e disseminar conhecimento relacionado à história da América do Norte, com ênfase no estado de Wisconsin. Fundada em 1846, é a sociedade histórica mais antiga dos Estados Unidos a receber financiamento público contínuo. A sede da sociedade está localizada em Madison, Wisconsin, no campus da Universidade de Wisconsin-Madison.